# حفر (الأرض)

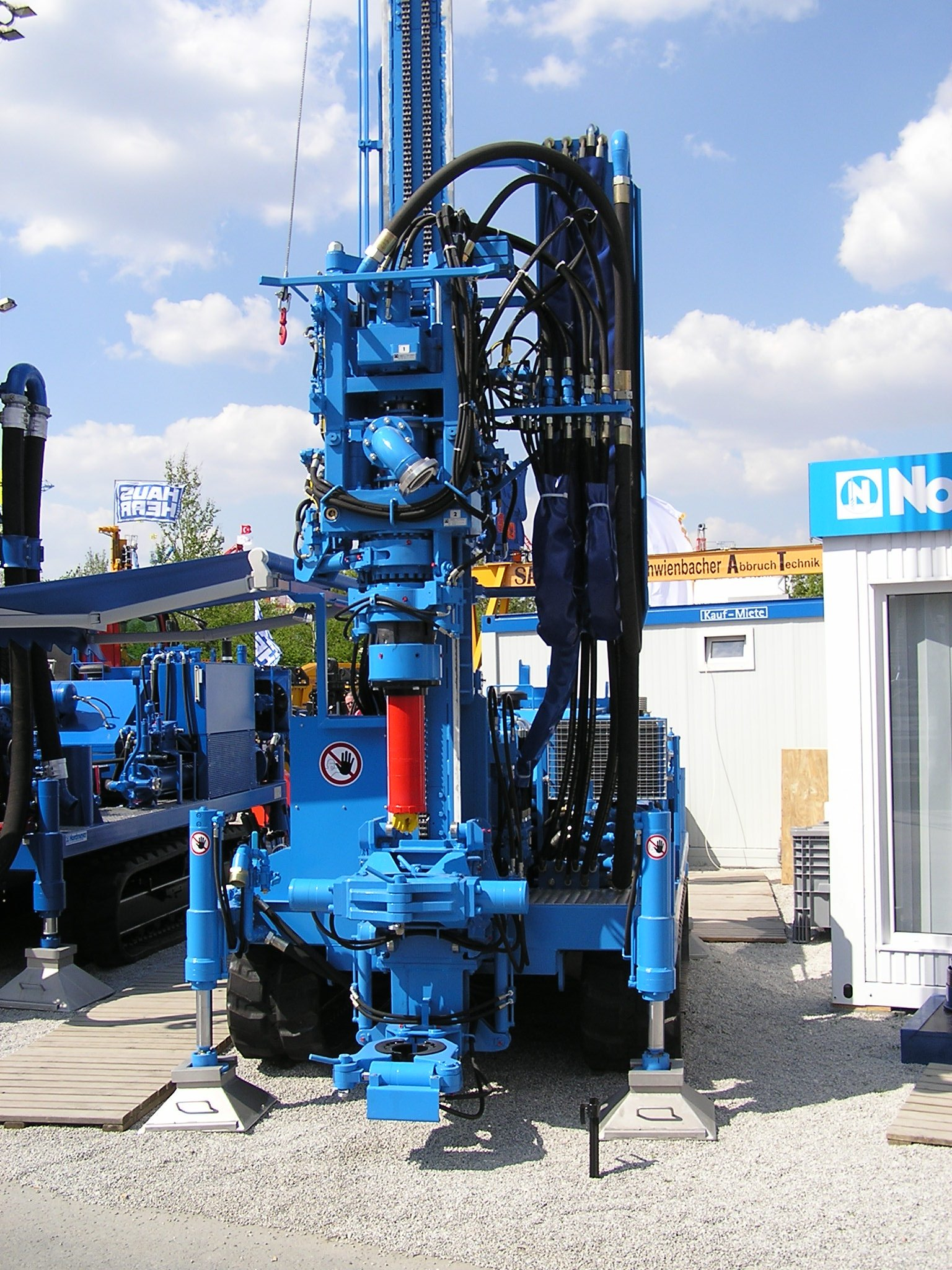
صورة توضيحية لآلة ثقب من الموسوعة البريطانية 1911.

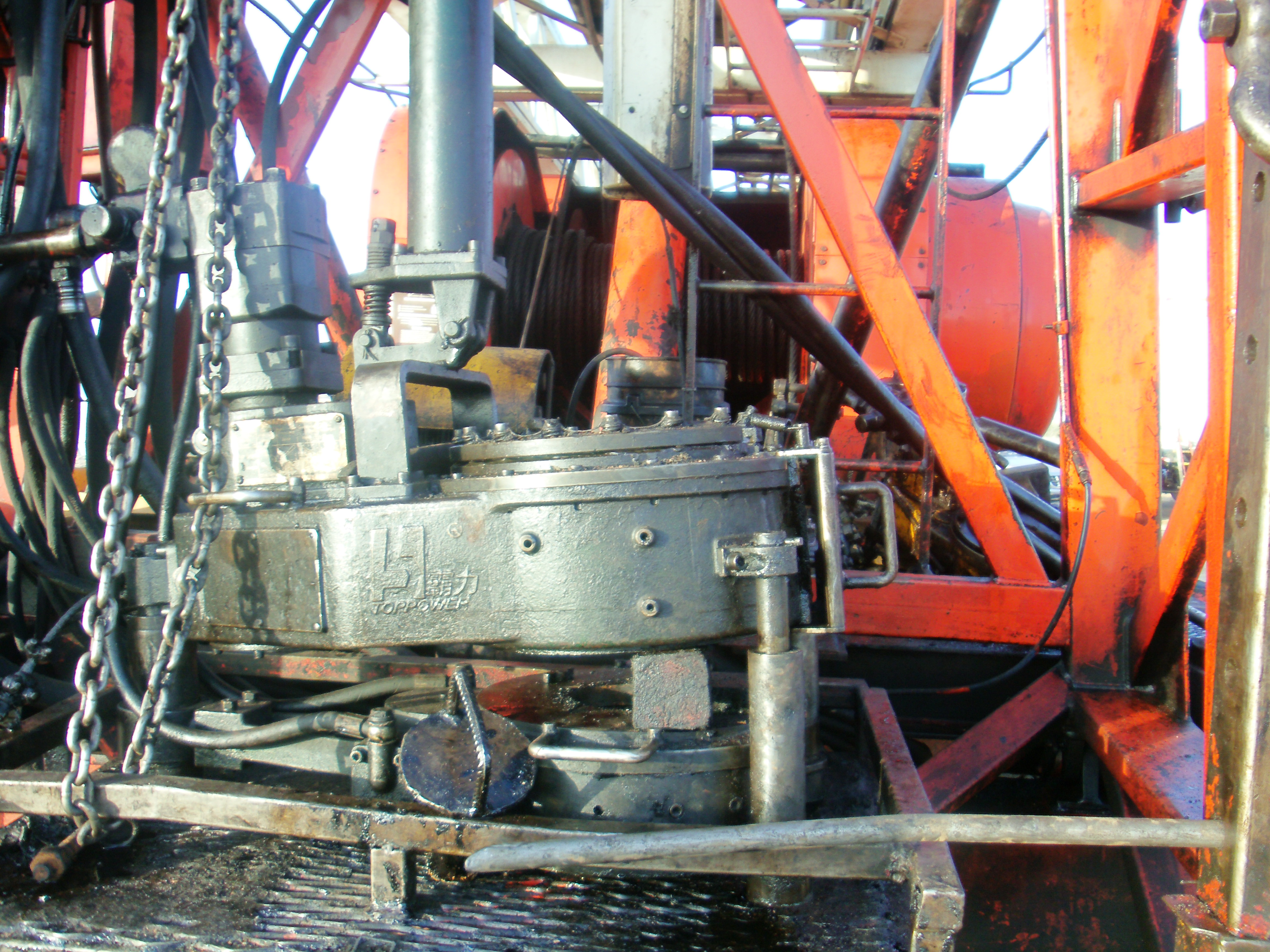
معدات الحفر

الثقب أو التخريم حفر ثقب أو نفق أو بئر في التربة.

## حفر الأرض

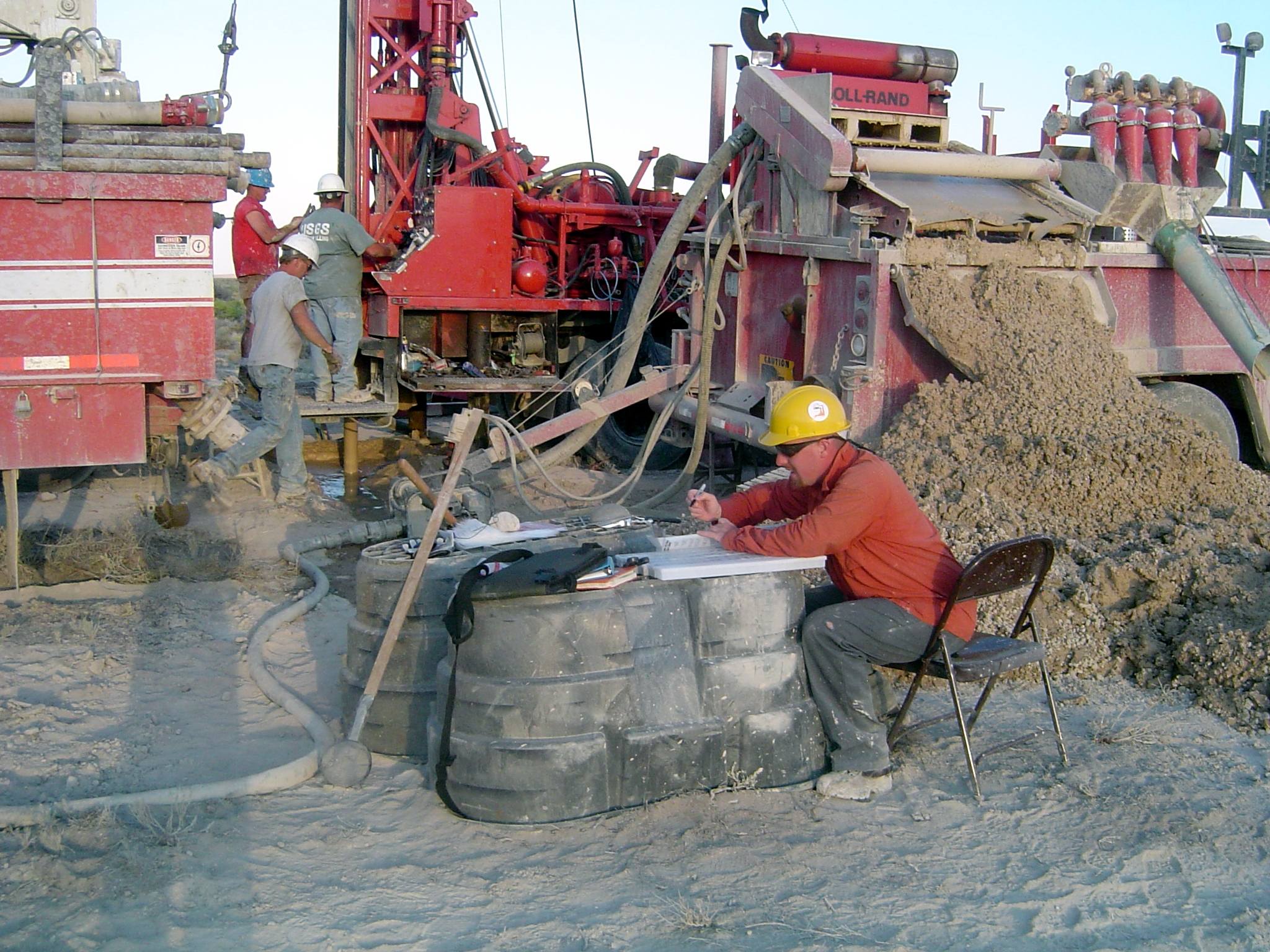
سجل الحفر أثناء المعالجة، وهي طريقة شائعة لدراسة علم الصخور عند حفر آبار النفط.

ويستخدم الثقب في تطبيقات كثيرة ومتنوعة في الجيولوجيا والزراعة والهيدرولوجيا والهندسة المدنية والنفط وأيضًا الصناعات القائمة على الغاز الطبيعي. أما اليوم فتجرى معظم عمليات حفر التربة لأجل غرض من الأغراض التالية:
- الحصول على عينات من الصخر الذي يتخلله الحفر
- الوصول إلى الصخور التي يمكن استخراج المواد الخام منها
- الوصول إلى الصخور التي يمكن قياسها بعد ذلك
- توفير الوصول إلى الصخور لأغراض توفير الدعم الهندسي

وعلى العكس من الحفر في المواد الأخرى حيث يتمثل الهدف في عمل ثقب لغرض ما، غالبًا في حالة الحفر أو التجويف يكون الغرض هو الوصول إلى فهم بخصوص التربة/الصخور. قد يجري ذلك للتنقيب بغرض تحديد وقياس المادة الخام للتعدين أو لتحديد نوع الأساسات المطلوبة لبناء أو هيكل مرتفع أو لهياكل تحت الأرض، بما في ذلك الأنفاق والأساسات العميقة حيث يكون فهم التربة أمرًا حيويًا لتحديد كيفية شق التربة وفلسفة الدعم. ويستخدم الحفر أيضًا في بناء الأعمدة الرأسية والمائلة.
وعند الحفر في الأحجار، يجب أن يولي الفرد اهتمامًا خاصًا بنوع المادة. وهناك ثلاثة تصنيفات مختلفة من مثاقب حفر الحجر: ناعم ومتوسط وصلب. وتستخدم مثاقب الصخور لينة التكوين مع الرمال المفككة والصلصال والحجر الجيري الناعم، إلخ. وتستخدم مثاقب الصخور متوسطة الليونة مع صخور الدولوميت والأحجار الجيرية والسجيل، بينما تستخدم مثاقب الصخور صلبة التكوين مع السجيل الصلب والأحجار الطينية والجرانيت والأحجار الجيرية وغير ذلك من التكوينات الصلبة والكاشطة أو أي منهما.
يمكن إجراء حفر التربة الناعمة باستخدام بريمة دوارة أو أساليب الثقب ودفع المياه بينما يستخدم حفر الصخور غالبًا طرقًا مثل آلة إن إم إل سي التي تتيح إمكانية استعادة لب المادة التي يمكن فحصها لتحديد القوة ودرجة التجوية وفهم كيف تكون الصخور سليمة (تعيين نوعية الصخور) وتحديد الانقطاعات أو غير ذلك من مستويات الضعف.
ويمكن أيضًا فحص المادة في ثقب الحفر. في التربة الناعمة يمكن استخدام اختبار الاختراق القياسي لتحديد قوة المادة. وفي اختبار تحمل الصخور في الموقع باستخدام التكسير المائي أو التجويف الزائد يمكن استخدام المشاهد التليفزيونية الصوتية لربط الانقطاعات لتحديد اتجاهها. ومن الممكن أيضًا إجراء ذلك بمجرد اكتمال ثقب الحفر لقياس النفاذية. وتُؤخذ عينات من المياه والمواد للفحص والاختبار المعملي.

## بئر كولا العميق
في السبعينات وأوائل الثمانينات حاول الاتحاد السوفيتي حفر ثقب خلال القشرة الأرضية، لأخذ عينات من الانقطاع الموهوروفي. ولم يكن فشل الثقب الأعمق على الإطلاق بسبب نقص الأموال أو ضيق الوقت وإنما بسبب فيزياء الصخور الموجودة بالقشرة الأرضية. وصل الثقب تقريبًا إلى عمق يبلع 12000 متر وهو عمق تبدأ عنده الصخور في أن تصبح مادة صلبة لدنة أكثر منها مادة صلبة قاسية. وبلغت حرارة الصخور أيضًا مئات الدرجات المئوية مما تطلب أن يكون سائل الحفر مبردًا قبل إرساله إلى الوجهة القاطعة بالمثقاب. ونظرًا لأن مثاقب الحفر التي تحترق تزال للاستبدال، فإن الثقب ببساطة يتعرض للانسداد بسبب التدفق ويلزم إعادة حفر الصخور مرة أخرى. وبسبب الحرارة تحترق مثاقب الحفر قبل إحراز أي تقدم. وتنسد الحفرة.
وهناك محاولات لحفر أعمق خططت لها اتحادات أمريكية وبعدها جاءت محاولات روسية في فنلندا.

## ثقب الجليد
يجري حفر لب الجليد عن طريق مثاقيب للتجويف بطريقة تشبه كثيرًا حفر لب الترسيبات. وعندما يكون كل المطلوب هو الثقب يمكن استخدام تقنية الحفر باستخدام المياه الساخنة لتذويب الثقوب في الجليد أو الثلج وذلك لأغراض البحث في كل من المنطقة القطبية الشمالية والقطبية الجنوبية. والمعدات المستخدمة لمثل تلك الطريقة تكون خفيفة الوزن عند حفر ثقوب عميقة مقارنة بمعدات الحفر التقليدية. وقد استُخدم الحفر بالمياه الساخنة بنجاح في مشروعات كاشف المكعب الثلجي نيوترينو ومصفوف عدادات الميون والنيوترينو بالقطب الجنوبي لعمل حفر يصل عمقها إلى 2450 مترًا.